# 2936 Nechvíle
2936 Nechvíle è un asteroide della fascia principale. Scoperto nel 1979, presenta un'orbita caratterizzata da un semiasse maggiore pari a 2,6794115 UA e da un'eccentricità di 0,0736398, inclinata di 8,47335° rispetto all'eclittica.
L'asteroide è dedicato all'astronomo ceco Vincence Nechvíle.